# Monarquies d'Etiòpia
Aquesta és una llista de monarquies d'Etiòpia que van existir durant la seva història. Es divideix en regnes que eren dependents d'Etiòpia, i regnes independents que més tard foren conquerits per Etiòpia. Els regnes antics no es poden considerrar dins de cap de les dues categories.

## Etiòpia Antiga
- Dʿmt (segle VIII aC – segle VII/V aC)
- Regne d'Axum o Axum, titulat Nəguśä nägäśt  ("rei de reis") com els posteriors emperadors, però tradicionalment considerat un regne. En un període antic va existir entre el segle V o IV aC fins al segle I aC; en el període principal o clàssic va existir entre el segle I aC i el VII dC; i en el període tardà va existir del segle VII a entre el IX i el XII.

## Etiòpia Medieval (fins a 1527)
- Transició des de període Axumita fins a la dinastia Zagwe en algun moment entre els segles IX a XII.
- Transició des de la dinastia Zagwe fins a la Dinastia Salomònica el 1270.

### Regnes vassalls
- Adal, amb la dinastia Walashma
- Bale
- Damot
- Dawaro
- Fet'egar
- Gojjam
- Hadiya
- Ifat
- Innarya
- Mereb Mellash (governat pel Bahr Negus)
- Wag

### Regnes annexionats
- Sultanat de Shoa

## Regnes posteriors al 1527

### Regnes vassalls
- Sultanat d'Aussa, creat el 1577 amb les restes de l'Adal, considerat un imamat; independent abans del regnat de Susenyos d'Etiòpia.

### Regnes independents
- Adal, sultanat fins al seu enfonsament el 1577, va derivar en l'imamat d'Aussa després sultanat d'Aussa
- Harar, emirat, separat del sultanat d'Aussa des de 1647; governat per la dinastia Ali bin Da'ud.

## Regnes annexionats per l'imperi etiòpic alseglexix
- Regió d'Harar
  - Harar, emirat o sultanat
  - Wollo, també esmentat com Walo o Wallo, regnes i dominis reagrupats al segle xix o ersdevingut feu de Shoa; Wollo fou l'origen del regne de Siyon o Zion
- Regió Walayta:
  - Regne de Garo o Bosha, fundat el 1567, títol dels governants "tatu", dinastia Tegra`i Bushasho.
  - Welayta, regne fundat vers 1250 (va caure en mans d'una dinastia tigray vers 1600), títol dels governants "kawa"
  - Regne de Sheka, fundat vers 1560, títol dels governants "tato".
- Regió de Gibe:
  - Limmu-Ennarea, títol dels governants "supera" (també Limu-Enarya o Innarya)
  - Regne de Gera, títol dels governants "moti"
  - Regne de Goma, fundat el 1800, títol dels governants "moti", dinastia Awylyani (estat Gibe de Goma)
  - Regne de Gumma, títol dels governants "moti" (estat Gibe de Gumma o Guma)
  - Regne de Jimma, títol dels governants "moti" (estat Gibe de Jimma)
- Regió de Janjaro o Janjero:
  - Regne de Janjero o Janjaro, fundat abans de 1600, annexionat el 1894
  - Regne d'Amarro a la regió de Janjera o Janjaro, annexionat a finals del segle XIX
  - Regne de Gimirra, o regne de Chako, a la regió de Janjera o Janjaro, annexionat a finals del segle XIX
- Regió de Kaffa:
  - Regne de Kaffa, l'antic regne fou fundat el 1390; l'imperi de Kaffa o nou regne de Kaffa, vers el 1700, títol dels governants Kafi Atio excepte els dos darrers sobirans titulats Atiojo, ambdós títols equivalents a emperador. Dinastia Bushasho de la família Minjo.
  - Regne de Konta
  - Regne de Dauro
- Regió de Leqa:
  - Leqa Naqamte, fundat abans de 1871, va governar Welega des de Nekemte, títol dels governants "moti", tributari del regne de Shoa el 1882, asnnexionat el 1922
  - Leqa Qellam, fundat abans de 1870, títol dels governants "moti", annexionat al regne de Shoa vers 1883

## Altres
Regne de Zion (format per Tigray, Gondar, Gojjam i Semien) sota el rei (Negus) Mikael de Wollo 1914 - 1916 